# Angie Hart
Pour les articles homonymes, voir Hart.
Angie Hart, née le 8 mars 1972 à Adelaïde, est une chanteuse australienne.

## Biographie
Angela Ruth Hart grandit en Tasmanie puis à Melbourne. En 1989, sa sœur aînée Rebecca la recommande au guitariste Simon Austin lorsque celui-ci cherche une chanteuse pour Frente!, le groupe pop rock qu'il vient de créer. Après des débuts difficiles, elle contribue à assurer un début de notoriété au groupe grâce à sa voix très caractéristique. Le groupe devient célèbre en 1992 quand il sort le maxi Clunk, qui contient le hit Ordinary Angel, dont elle est le coauteur, et se classe 3e des ventes de singles en Australie. Le groupe sort la même année son premier album, Marvin the Album, qui se classe 5e des ventes en Australie et est certifié disque de platine alors que le single Accidently Kelly Street se classe 4e.
Une version internationale de l'album sort en 1994 et remporte un certain succès avec plus de 750 000 copies vendues dans le monde. L'album se classe à la 75e place au classement Billboard 200 et la reprise de Bizarre Love Triangle de New Order à la 49e place du Billboard Hot 100. Le deuxième album du groupe, Shape, sort en 1996 mais n'obtient pas le succès de son prédécesseur. Lors d'une tournée au Canada où le groupe assure la première partie d'Alanis Morissette, Hart rencontre Jesse Tobias, qui est alors le guitariste de Morissette, et entame une liaison avec lui. Frente! se sépare en 1997 et Hart part pour les États-Unis où elle se marie peu après avec Tobias.
Hart et Tobias fondent alors le duo d'indie pop Splendid et sortent un album, Have You Got A Name For It (1999). Hart devient amie avec Kai Cole, l'épouse de Joss Whedon qui la présente à son mari. Whedon lui fait faire des apparitions, où elle interprète deux chansons de Splendid, dans les épisodes La Soirée de Sadie Hawkins et Disparitions sur le campus de sa série Buffy contre les vampires. Whedon et Hart coécrivent ensuite la chanson Blue, que Hart interprète dans l'épisode Connivences et lui confie un petit rôle dans un épisode de la série Firefly. Hart et Tobias divorcent en 2005 et elle retourne en Australie. Elle se lance alors dans une carrière en solo et sort deux albums à orientation pop, Grounded Bird (2007) et Eat My Shadow (2009).

## Discographie
Avec le groupe Frente!
- Marvin the Album (1992)
- Shape (1996)

Avec le groupe Splendid
- Have You Got A Name For It (1999)

Carrière solo
- Grounded Bird (2007)
- Eat My Shadow (2009)